# Politeuma
Das Politeuma (altgriechisch πολίτευμα, Plural Politeumata), die Bürgerschaft (bürgerliche Körperschaft), steht in der hellenistischen Welt für teilautonome Organisationsstrukturen ethnischer Minderheiten in einer Polis. Zahlreiche Untersuchungen zu diesem Thema beschäftigen sich speziell mit den selbständigen Kommunalverwaltungen der Juden in der Diaspora.

## Politeia und Politeuma
Der Begriff Politeuma wurde zeitlich und räumlich unterschiedlich gebraucht. Er hat allerdings nicht das große Bedeutungsspektrum von Politeia (πολιτεία), das ebenfalls Bürgerschaft, aber auch Bürgerrecht, Staatsverfassung, Staatsverwaltung, Staat etc. bedeuten kann und auch der Titel von Platos Idealstaat ist. Da sich die Rechte der Bürger zunächst einmal nur auf die eigene Polis bezogen, machte die Zusammenarbeit mehrerer Poleis die Isopoliteia (ἰσοπολιτεία) erforderlich, welche die rechtliche Gleichstellung der Bürger in den beteiligten Städten unter Fortbestand der Eigenständigkeit ihrer Städte bedeutete.
Nach Aristoteles sind unter Politeuma alle Bürger des Staatswesens, der Politeia, zu verstehen, die an den Entscheidungsorganen und damit vorrangig an der Volksversammlung und den Gerichten teilnehmen – also die „Aktivbürgerschaft“.
Auch im Neuen Testament kommt Politeuma vor – allerdings nur einmal. Paulus schreibt an die Philipper: ἡμῶν γὰρ τὸ πολίτευμα ἐν οὐρανοῖς ὑπάρχει – unsere Heimat ist im Himmel bzw. etwas näher an der üblichen Bedeutung von Politeuma: das Reich, in dem wir Bürger sind...
Alexander der Große schrieb während seines Feldzugs in Kleinasien an das Volk von Chios: „Das Politeuma in Chios soll das Volk sein.“ (πολίτευμα δἐ εἶναι ἐν Χίωι δῆμον). Er verlangte also die Errichtung einer demokratischen Verfassung.
Im Seleukidenreich gewährte bereits dessen Gründer Seleukos I. (ca. 358–281 v. Chr.) den Juden in seiner Hauptstadt Antiochia und in den von ihm gegründeten Städten in Asien und Syrien das Bürgerrecht – so berichtet zumindest Flavius Josephus, der hier von Politeia spricht.
Zur Integration der Minderheiten unterschiedlicher Landsmannschaften im multiethnischen Reich der Ptolemäer wurde diesen in Form von Politeumata eine teilweise Selbstverwaltung und eigene Gerichtsbarkeit gestattet. So existierten in Ägypten teilautonome Selbstverwaltungen der Boioter, der Idumäer, der Juden, der Kilikier, der Kreter, der Lykier und der Phryger.
Neben diesen ethnischen Politeumata gab es noch sehr unterschiedliche Organisationen, die sich selbst in Inschriften als Politeuma bezeichneten:
- In drei der zahlreichen Inschriften im Tempelkomplex des Zeus Panamaros in Stratonikeia (Karien) aus der Zeit von 200 v. Chr. bis 300 n. Chr., mit denen sich alle Teilnehmerinnen an den Heraien gegenüber der großzügigen Priesterschaft bedanken, steht „das Politeuma der Frauen“ anstelle von „alle Frauen“.
- Eine Stele von 93 n. Chr. aus einem Tempelbezirk in Philadelphia (Oase Fayum) erinnert an Erneuerungsarbeiten eines Politeuma, das offensichtlich eine Kultgemeinschaft der Göttin Isis Sachypsis war.
- Eine Votivstele von 112/111 oder 76/75 v. Chr. aus Alexandria für Zeus Soter und Hera Teleia stammt von einem Politeuma von Soldaten nicht genannter Herkunft.
- In der Nähe von Sidon wurden mehrere Grabstelen aus dem zweiten Jahrhundert v. Chr. gefunden. Von acht Stelen, welche ihre Stifter erwähnen, sind vier vom jeweiligen Politeuma der Heimatgemeinde errichtet, also zum Beispiel vom Verein der in Sidon lebenden Bürger, die aus Termessos stammten.

Für diese Organisationskategorien, aber auch für die oben aufgeführten ethnischen Politeumata lassen sich Inschriftenbeispiele angeben, die nicht den Begriff Politeuma verwenden, sondern andere Ausdrücke wie zum Beispiel κοινόν (Koinon/Gemeinschaft) oder σύνοδος (Synodos/Verein). Nur vom Namen her kann also nicht auf einen fundamentalen Unterschied zwischen Politeuma und anderen Organisationstypen geschlossen werden. Es ist allerdings anzunehmen, dass ethnische Selbstverwaltungskörperschaften mit Sondergerichtsbarkeit nur aufgrund von Dekreten der Herrscher in den Diadochenreichen bestehen konnten, also staatsrechtliche Konstrukte waren. Solche Dokumente wurden allerdings noch nicht gefunden. (Zur Problematik der Unterscheidung von Privatvereinen und öffentlich-rechtlichen Verbänden bei Militärvereinen siehe M. San Nicolò.)

## Jüdische Politeumata im Ptolemäischen Ägypten
Bei der Untersuchung, welche Bürgerrechte tatsächlich im ptolemäischen (und seleukidischen) Reich an die Juden abgegeben wurden, stößt man in den umfangreichen Geschichtswerken von Flavius Josephus teilweise auf Ungenauigkeiten. Auch der Aristeasbrief, der ein Politeuma in Alexandria erwähnt, hat als eher poetisches Werk keine unbestreitbare Beweiskraft. Es ist bei dieser Qualität vielgenannter Quellen daher nicht erstaunlich, dass in der Forschung kontrovers diskutiert wurde, ob es in der hellenistischen Diaspora jüdische Politeumata im Sinne kommunaler Selbstverwaltungen tatsächlich gab.
So stand auf der einen Seite Emil Schürers Ansicht, die Juden von Alexandria hätten das alexandrinische Bürgerrecht besessen und sie bildeten dennoch „einen selbständigen Communalverband in oder neben der übrigen Stadt, ähnlich wie in Cyrene.“ Schürer zitiert an dieser Stelle Strabons Aussagen zur Selbständigkeit der jüdischen Gemeinde von Alexandria, die Flavius Josephus wiedergibt: Ein ganzer Stadtteil von Alexandria sei für dieses Volk reserviert. Sie hätten an ihrer Spitze einen Ethnarchen, „welcher das Volk regiert und Gericht hält und für die Erfüllung der Verpflichtungen und Befolgung der Verordnungen sorgt wie der Archon einer unabhängigen Stadt.“
Im Jahr 1985 unterstrich A. Kasher nochmals die Existenz jüdischer Politeumata in der Hauptstadt Alexandria und in der ägyptischen Chora zu hellenistischer und römischer Zeit, meinte aber, die Juden hätten das alexandrinische Bürgerrecht weder besessen noch angestrebt. Bei der Interpretation von Flavius Josephus ging er davon aus, dass dieser die Begriffe Politeuma und Politeia als synonym betrachtete und im Zusammenhang mit dem Edikt des Claudius unter Isopoliteia (ἴσης πολιτείας παρὰ τῶν βασιλέων) die Gleichstellung von Polis und Politeuma in Alexandria verstand. Kasher bezieht sich in seiner Argumentation auch auf die Grabinschrift des Abramos aus Leontopolis, die besagt, der Verstorbene sei Politarch (πολιτάρχης) von zwei Orten gewesen und habe für das ganze Volk (ἐθνικῆ) geamtet. Er bewertet die jüdische Gemeinde von Leontopolis als Politeuma.
Auf der Seite der Kritiker sah beispielsweise G. Lüderitz nach einer Untersuchung umfangreichen Quellenmaterials letztlich nur die Existenz des Politeuma von Berenike, dem heutigen Bengasi, als gesichert an. Diese in zwei Ehrendekreten erwähnte Körperschaft, deren sieben bzw. neun Archonten namentlich genannt werden, stufte er allerdings nur als eine aristokratische jüdische Bule (βουλή) ein, also nicht als Gesamtheit der Juden der Stadt. Die 1994 publizierten Erkenntnisse von Lüderitz resümierte B. Wander: „So wurde ein terminologisch gesichertes jüdisches Politeuma ein Phänomen der Geschichtsschreibung, keineswegs aber der Geschichte.“
Inzwischen konnte die Existenz einer autonomen Selbstverwaltungskörperschaft der Juden im ptolemäischen Ägypten durch die Analyse der Dokumente des jüdischen Politeuma von Herakleopolis (Gauhauptstadt in Oberägypten), die 2001 veröffentlicht wurde, klar bewiesen werden. T. Kruse bestätigt diesen Dokumenten eine „ungeheure Wirkung“ bei den Gelehrten, die sich mit der Erforschung des hellenistischen Judentums beschäftigen. Basis der Untersuchung sind 20 aus Mumienkartonage gewonnene Texte, die heute in den Papyrussammlungen von Heidelberg, Köln, München und Wien aufbewahrt werden. Sie betreffen den Rechtsprechungsalltag des Politeuma, dessen Leitung ein Archontenkollegium mit einem Politarch als Vorsitzenden innehatte. Das Kollegium war sowohl für die Gaumetropole als auch für die Siedlungen im Gau zuständig. Die Papyri des Politeuma von Herakleopolis bestätigen somit auch die Existenz des Politarchenamtes, das in der Grabinschrift des Abramos aus Leontopolis erwähnt wird.
Nach den Entdeckungen in der ägyptischen Chora stellt sich auch für die Metropole Alexandria heute kaum noch die Frage, ob es dort ein jüdisches Politeuma gab. Weitgehende Übereinstimmung herrscht darüber, dass die jüdische Bevölkerung weder in ptolemäischer noch in römischer Zeit das alexandrinische Bürgerrecht besaß. „Die Jüdische Gemeinde war genau genommen eine Stadt, eine Politeia, in der Stadt mit praktisch den gleichen Kompetenzen wie die der Alexandriner.“ Auch diesbezüglich hatte erst ein Papyrusfund Klärung gebracht.

## Politeumata als integrierende Organisationsform der Ptolemäer
Die Inschriften, die ethnische Politeumata bezeugen, nennen primär die betreffende Volksgruppe, meist noch deren Siedlungsraum und eventuell noch Funktionärstitel der Körperschaft. Teilweise geben sie auch einen Hinweis auf einen möglichen militärischen Hintergrund des Politeuma. Wesentlich informativer sind demgegenüber die oben erwähnten 20 Papyri aus der juristischen Korrespondenz des jüdischen Politeuma von Herakleopolis.
Mit der Begründung, die Juden hätten in der Zeit der Ptolemäer juristisch und sozial keinen anderen Status gehabt als die Einwanderer anderer Ethnien, stellt P. Sänger die Arbeitshypothese auf, dass alle anderen ethnischen Politeumata des hierarchisch durchstrukturierten Reiches dieselben Rechte wie das jüdische Politeuma hatten. Er liefert Begründungen, warum die (nicht ethnischen) Politeumata von Sidon nicht auf die Seleukiden, sondern ebenfalls auf die Ptolemäer zurückgehen und somit „die Organisationsform politeuma eine Kreation der Ptolemäer“ ist, die möglicherweise auf das 3. Jh. v. Chr. zurückgeht. Als Grund für die Einführung der Politeumata sieht Sänger die Notwendigkeit die zahlreichen Einwanderer, primär Söldner aus dem Alexanderreich, welche sich im unterworfenen Ägypten niederlassen, in das ptolemäische Machtgefüge zu integrieren. Durch Anerkennung der rechtlichen und kultischen Eigenart einer ethnischen Minderheit und Sanktionierung der Kompetenzen ihrer leitenden Funktionäre werde diese „zu einem institutionalisierten Teil des Königreichs“. Die Mitglieder des Politeuma könnten sich in „ihrem“ Stadtviertel, besonders wenn sie dort die Mehrheit der Bevölkerung stellten, als einheimische Bürger statt als Fremde fühlen. Aus der Verbundenheit mit ihrem neuen Heimatort resultiere Leistungsbereitschaft für den Staat, von der dieser wiederum profitieren könne.
Ein frühes Beispiel für die Wertschätzung der Juden und für erwartete Leistungen im ptolemäischen Staat nennt Flavius Josephus. Die ältesten jüdischen Diaspora-Gemeinden in Libyen gehen demzufolge auf Ptolemaios I. (305 – 285 v. Chr.) zurück. Er soll Juden aus Alexandria in Kyrene und anderen Städten Ost-Libyens angesiedelt haben, um dieses Gebiet seines Reiches besser unter Kontrolle zu haben.
Zu beachten ist, dass „Integration von Minderheiten“ in dieser geschichtlichen Epoche nicht auf der Basis unseres heutigen Verständnisses von allgemeinen Menschenrechten beruhte. Erfolgreiche Integration bedeutete die Schaffung des Gefühls einer ethnischen Minderheit, mit der privilegierten Schicht der „Hellenen“ gleichgestellt zu sein, also nicht zum gemeinen Volk der unterworfenen Ägypter zu gehören. Die Zugehörigkeit zur Klasse der neuen Herren Ägyptens spricht beispielsweise aus Papyrus 1 der Urkunden des Politeuma der Juden von Herakleopolis. Hier geht es um die Klage eines Juden wegen Beleidigung durch „einen von den Hafenbewohnern“ – offensichtlich einen Nichtjuden. Das Hafengebiet gehörte in den Zuständigkeitsbereich der Archonten des Politeuma, welches möglicherweise seine Entstehung der dort gebauten Festung mit jüdischem Kommandanten und eventuell auch jüdischer Mannschaft verdankte. Die Angehörigen des Politeuma bezeichnet der Kläger selbstbewusst als πολῖται (Bürger), eine Bezeichnung, die sonst nur die Bürger der Griechenstädte Alexandria, Naukratis und Ptolemais trugen. Die anderen Bewohner sind ἀλλόφυλοι (Ausländer, von einem anderen Stamm).
Offen ist, ob die Politeumata eventuell noch ältere orientalische Wurzeln haben. Denn bereits die Perser unterhielten in Elephantine eine Militärkolonie, die Söldner verschiedener Herkunft beherbergte. Die gefundene Korrespondenz in aramäischer Sprache bezeugt die Existenz einer jüdischen Kultusgemeinde mit eigenem Tempel und eigenen Traditionen. (Der Tempel hatte schon vor der Eroberung Ägyptens durch Kambyses II. bestanden und war von diesem nicht zerstört worden.)